# KZ-Außenlager Zwickau
Das KZ-Außenlager Zwickau war ein KZ-Außenlager des KZ Flossenbürg und bestand vom 30. August 1944 bis zum 14. April 1945 auf dem Gelände des nachmaligen Sachsenringwerkes in Zwickau in der Crimmitschauer Straße 67. Es bestand aus fünf Baracken (teilweise auch neben dem Betriebsgelände).

## Geschichte
Bereits ab 1934 hatten die beiden zur Auto Union AG gehörenden Zwickauer Betriebe, das Werk Audi und das Werk Horch, auch Rüstungsgüter für Wehrmachtsfahrzeuge, Flugzeuge und Torpedos gefertigt.
Nach Kriegsbeginn wurden in dieser Produktion mehr als 3.000 Zwangsarbeiter eingesetzt: Männer, Frauen und Kinder. Das Männeraußenlager im Werk Horch existierte – hierzu gibt es in der Literatur unterschiedliche Angaben – seit 1942, zumindest aber seit 1943. Mit mehreren Transporten kamen über 1.000 Männer. Neben 437 Polen (davon 30 Juden) und 306 Russen waren 85 Italiener, über 70 Franzosen, 65 Ungarn (darunter 59 Juden), 55 Tschechen, 30 Deutsche und Häftlinge aus neun weiteren Nationen registriert.
Die Bewachung des Lagers erfolgte durch 51 SS-Männer unter der Führung des Lagerkommandanten SS-Unterscharführer Wilhelm Müsch.
Über die unmenschlichen Zustände im Werk liegen Zeitzeugenberichte vor, unter anderem beklagt sich die Werksleitung über den verwahrlosten Zustand der Häftlinge und die Seuchengefahr für die zivilen Arbeiter.
Laut den Flossenbürger Nummernbüchern sind 280 Tote im Außenlager Zwickau belegt. Eine Dokumentation im Städtischen Museum Zwickau unter dem Titel „Rüstungsbetrieb als Menschenschlachthaus“ aus den 1980er Jahren berichtet, dass in den Horch-Werken insgesamt 520 Menschen von den SS-Wachmannschaften umgebracht wurden. Bei Ausgrabungen im Werksgelände und in Zwickau-Eckersbach nach 1945 fand man in vier Massengräbern 65 Leichen, die verstümmelt, nackt und unkenntlich waren. Für den Zeitraum Ende 1944/Anfang 1945 wies die Lagerstatistik große Verluste aus. Im Februar und März 1945 wurden über 350 Kranke zur Vernichtung wieder in das Stammlager Flossenbürg transportiert. 156 Tote wurden nachweislich in Zwickau verbrannt.
Es gab mehrere Fluchtversuche. Im Februar 1945 erschossen die SS-Unterscharführer Schragner und Welantschitz 23 Häftlinge, als sie versuchten, durch einen Tunnel zu flüchten.
Nur noch 688 Häftlinge traten am Nachmittag des 13. April 1945 den für viele tödlich endenden Evakuierungsmarsch über Johanngeorgenstadt in Richtung Karlsbad (Karlovy Vary) an.

## Aufarbeitung
Der Lagerführer Wilhelm Müsch wurde 1956 vom Landgericht Trier wegen Beihilfe zum Totschlag zu einer Haftstrafe von vier Jahren und sechs Monaten verurteilt. Ein zweites Verfahren wurde wegen Verhandlungsunfähigkeit 1960 eingestellt.
Am Schwanenteich in Zwickau steht seit dem 11. September 1948 ein „Mahnmal für die Opfer des Faschismus“. Hier wurden am 12. August 1945 die Urnen von 320 Häftlingen aus Zwickau und Mülsen St. Micheln feierlich beigesetzt. In den 1960er Jahren erfolgte der Abriss der alten Gedenkanlage. Die neue Anlage trägt keinen Hinweis auf das Außenlager Zwickau.

## Weblink
- Gedenkstätte Flossenbürg: Außenlager Zwickau